# Benoît Du Troncy
Benoît Du Troncy (Pseudonym: Bredin-le-Cocu; * 1525; † 1599) war ein französischer Schriftsteller.

## Leben und Werk
Benoît Du Troncy war Notar und Stadtsekretär in Lyon. 5 Jahre vor seinem Tod veröffentlichte er 1594 unter dem Pseudonym Bredin le Cocu (Bredin der Hahnrei) und unter dem Titel Formulaire fort récréatif (= höchst unterhaltsame Musterakten) eine humoristische Sammlung von 35 fiktiven Notariatsakten über absurde, komische und oft drastische bis skatologische Verhältnisse, die bis 1627 zehn Auflagen erlebte. So trägt die Akte 19 den Titel: Transaction folâtre entre le cul et la potte de demoyselle Perrette des Blanches Cuisses (deutsch etwa: Lustige Transaktion zwischen Arsch und Lippe von Fräulein Perrette von Weißschenkel). Die Forschung verglich das parodistische Werk mit den Büchern von Rabelais.
Du Troncy übersetzte Die Erziehung des Christlichen Fürsten des Erasmus von Rotterdam aus dem Latein ins Französische.

## Werke (Auswahl)
- Bredin le Cocu: Formulaire fort recreatif. Formulaire fort recreatif de tous Contractz, Donations, Testamens, codicilles et autres actes qui sont faicts et passez par devant Notaires et temoings. Édition posthume de Gabriel-André Pérouse. Complétée par Michèle Clément, Marthe Paquant et André Tournon. Classiques Garnier, Paris 2009. (zuerst Lyon 1594)
  - (Rezension durch Olivier Poncet) Bibliothèque de l’École des chartes 168, 2010, S. 580–582.

### Übersetzer
- Desiderius Erasmus: Instruction du prince chrestien. Lyon 1592. (lateinisches Original: Institutio principis christiani, 1516)